# Ciemnobiałka białoszara

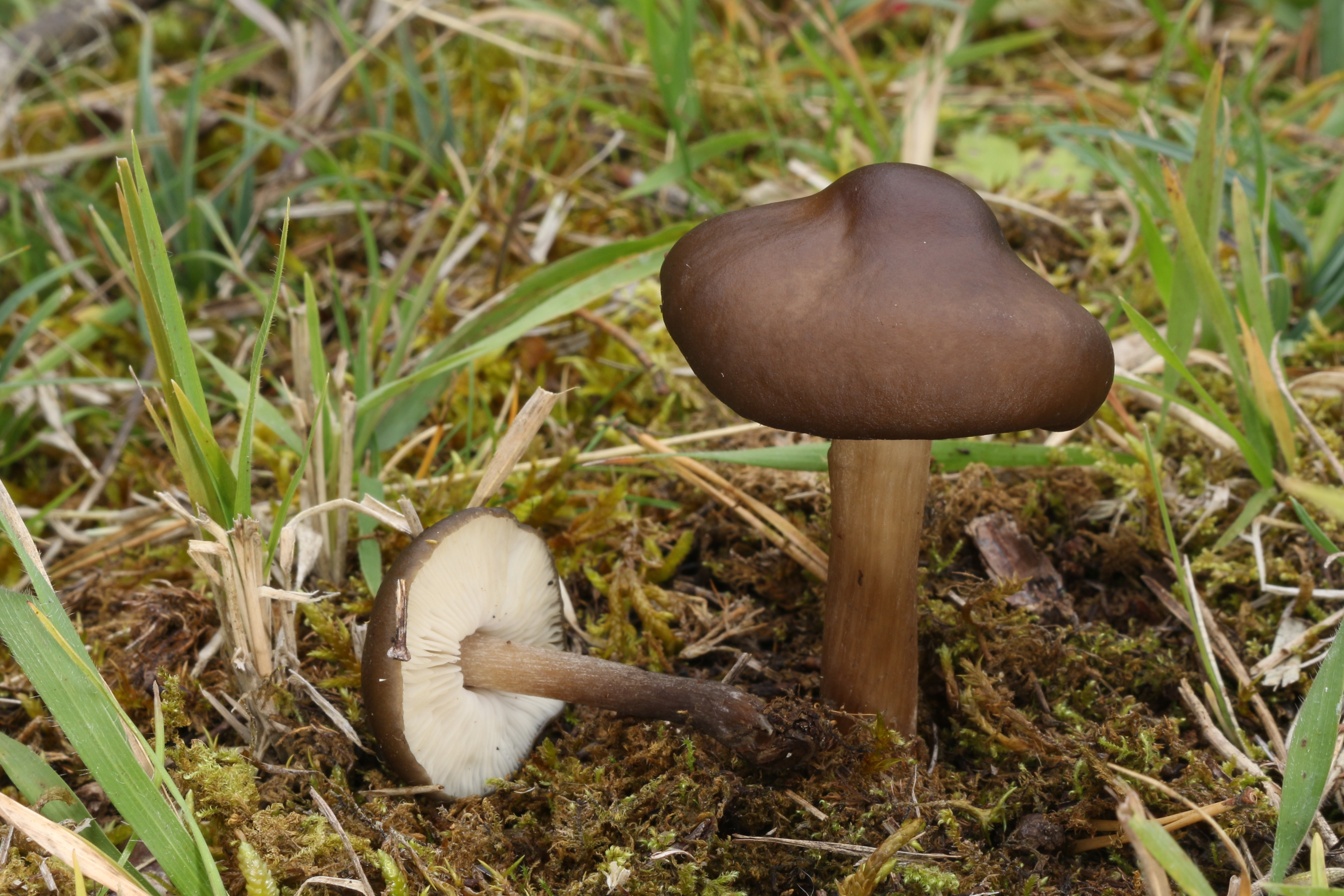

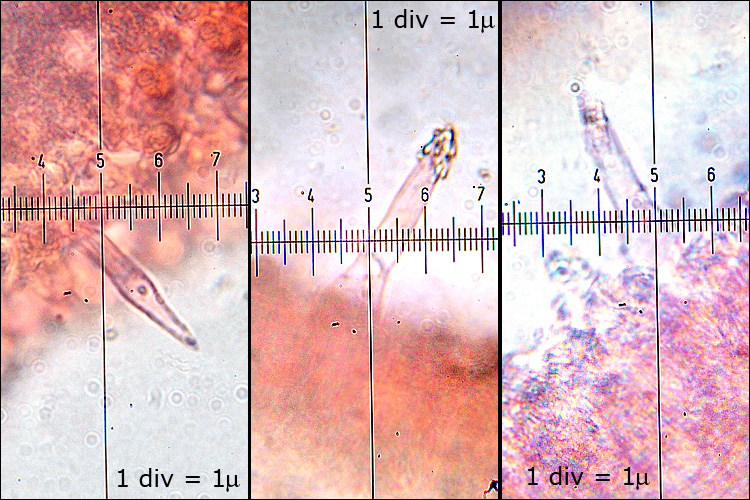

Ciemnobiałka białoszara (Melanoleuca polioleuca (Fr.) Kühner & Maire) – gatunek grzybów należący do rzędu pieczarkowców (Agaricales).

## Systematyka i nazewnictwo
Pozycja w klasyfikacji według Index Fungorum: Melanoleuca, Incertae sedis, Agaricales, Agaricomycetidae, Agaricomycetes, Agaricomycotina, Basidiomycota, Fungi.
Po raz pierwszy opisał go w 1821 r. Elias Fries, nadając mu nazwę Agaricus melaleucus var. polioleucus. Obecną, uznaną przez Index Fungorum nazwę nadali mu w 1934 r. Robert Kühner i René Charles Maire, przenosząc go do rodzaju Melanoleuca. Ma 27 synonimów naukowych. Są nimi m.in.:
- Melanoleuca albifolia Boekhout 1988
- Melanoleuca friesii (Bres.) Bon 1978
- Melanoleuca langei (Boekhout) Bon 1990
- Melanoleuca leucophylla Métrod 1949
- Melanoleuca nivea Métrod ex Boekhout 1988[2].

Polską nazwę zarekomendował Władysław Wojewoda w 2003 r. Podana przez niego nazwa gatunkowa nie jest dokładnym tłumaczeniem łacińskiej nazwy, słowo poli oznacza bowiem po łacinie szary lub siwy, a leucos czarny, dosłowne tłumaczenie brzmiałoby więc czarnosiwy lub szaroczarny.

## Morfologia
Kapelusz
Średnica 3–9 (11) cm, początkowo wypukły, potem płaski lub wklęsły, z garbkiem, higrofaniczny, błyszczący, nagi, gładki, matowy, czarnobrązowy na białawym do płowego podłożu.
Blaszki
Początkowo białawe lub kremowobiałe, później żółtawe, brzuchate, gęste, cienkie, miękkie.
Trzon
Wysokość 4-7 (9) cm, grubość 0,4–0,8 (1,1) cm, elastyczny, pełny, cylindryczny z nieco zgrubiałą podstawą. Powierzchnia podłużnie włókienkowata, ciemnobrązowa.
Miąższ
Białawy, kremowy, brązowy, w trzonie włóknisty, żółtobrązowy do orzechowobrązowego, ku dołowi coraz bardziej szarobrązowy, czerwonobrązowy do prawie czarnobrązowego. Smak łagodny. Zapach nie wyróżniający się; słaby lub mączny.
Wysyp zarodników
Biały lub jasnożółty.
Gatunki podobne
Gatunki ciemnobiałek są trudne do odróżnienia. Najbardziej podobne są: ciemnobiałka ciemna (Melanoleuca melaleuca), ciemnobiałka prążkowanotrzonowa (Melanoleuca grammopodia), ciemnobiałka krótkotrzonowa (Melanoleuca brevipes), ciemnobiałka płowa (Melanoleuca cognata).

## Występowanie i siedlisko
Najwięcej stanowisk podano w Europie, ale notowany jest także w Ameryce Północnej i Południowej, Azji, Australii i na Nowej Zelandii. W Polsce do 2003 r. znane było tylko jedno stanowisko podane przez Kaufmanna w 1916 r. w Elblągu i W. Wojewoda wyraził przypuszczenie, że być może jest to gatunek w Polsce wymarły. W późniejszych latach podano jednak kilkanaście stanowisk. Aktualne stanowiska podaje internetowy atlas grzybów. Znajduje się w nim na liście gatunków zagrożonych i wartych objęcia ochroną.
Naziemny grzyb saprotroficzny. Występuje w lasach, ogrodach, parkach, na łąkach i pastwiskach, wśród traw, na opadłych liściach lub spróchniałym drewnie, na gołej ziemi. Owocniki od wiosny do późnej jesieni.

## Znaczenie
Grzyb jadalny, ale mało smaczny. Ze względu na możliwość pomylenia go z grzybami trującymi, lepiej nie zbierać go do celów spożywczych.